# Marie Litzinger
Marie Litzinger (14 mai 1899 - 7 avril 1952) est une mathématicienne américaine connue pour ses recherches en théorie des nombres, en polynômes homogènes et en arithmétique modulaire. 

## Biographie
Marie Litzinger obtient son baccalauréat universitaire et son master au Bryn Mawr College en 1920 et 1922, respectivement. Elle effectue son doctorat à l'Université de Chicago en 1934. Son directeur de thèse fut Leonard Eugene Dickson, l'un des premiers chercheurs américains en algèbre abstraite. Pendant ses études, elle enseigne les mathématiques dans des établissements secondaires, avant de devenir enseignante au Mount Holyoke College en 1925, où elle reste pour toute sa carrière et accède au poste de directrice de département. Elle est membre de l'American Mathematical Society, entre autres,,.